# Ленчовська Меланія Михайлівна
Меланія Михайлівна Ленчовська (нар. 14 січня 1939, село Раковець, Станіславське воєводство, Польща, тепер Городенківського району Івано-Франківської області) — українська радянська діячка, ланкова, новатор сільськогосподарського виробництва. Герой Соціалістичної Праці (24.12.1976). Кандидат у члени ЦК КПУ в 1976—1986 р. Депутат Верховної Ради СРСР 7—8-го скликань.

## Біографія
Освіта неповна середня.
У 1953—1956 роках — колгоспниця колгоспу імені Чкалова Городенківського району. З 1956 року — ланкова колгоспу імені Чкалова (потім — «Прогрес») села Раковець Городенківського району Івано-Франківської області.
Член КПРС з 1968 року.
Ланка, яку очолювала Ленчовська, прославилась високими (понад 700 центнерів коренів з кожного га) сталими врожаями цукрових буряків.
Потім — на пенсії у селі Раківці Городенківського району Івано-Франківської області. Була заступником голови Городенківського районного відділення Всеукраїнського жіночого об'єднання «Солідарність».

## Нагороди
- Герой Соціалістичної Праці (24.12.1976)
- два ордени Леніна (24.12.1976)
- орден Трудового Червоного Прапора
- медалі